# Benny Peled
Benny Peled (en hébreu : בני פלד, né Binyamin Weidenfeld en 1928 à Tel Aviv et mort le 13 juillet 2002) est un militaire israélien.
Il a été le commandant de l'armée de l'air israélienne pendant la guerre du Kippour et le raid d'Entebbe. Il a pris sa retraite avec le grade d' Aluf (général de division).

## Biographie
Benny Peled est né à Tel-Aviv, en Palestine mandataire. Son nom de naissance est Binyamin Weidenfeld, il a hébraïsé son nom en Peled. La famille de son père, Arie Weidenfeld, est d'origine roumaine et est venue en Israël lors de la première Aliya, s'installant à Rosh Pinna . Son père travaille au sein du département des travaux publics du mandat britannique. Il est responsable, entre autres, de la construction d'aérodromes. Sa mère, Yona Weidenfeld (née Gurfinkel) est venue de Pologne en 1925. Peled, l'aîné avait un frère et une sœur plus jeunes.
Peled étudie au Gymnasia Herzelia, parmi ses maîtres, Shaul Tchernichovsky, Yehuda Burla et Zvi Nishri, qui l'éduquent dans l'esprit du sionisme et de la démocratie. Après un bref passage à adolescence dans une unité de la police militaire palestinienne sous mandat britannique, il est mécanicien de l'armée de l'air israélienne à sa fondation. Pendant la guerre israélo-arabe de 1948, il assemble le premier Messerschmitt Bf 109  arrivé en Israël en pièces détachées. Il devient ensuite pilote, participant à la guerre d'Indépendance.
Après la guerre, il est l'un des pionniers de l'ère des jets dans l'armée de l'air israélienne. Il commande les premiers escadrons Meteor, Ouragan et Mystère. En 1956, Peled participe à l'opération Kadesh, la campagne de Suez ou du Sinaï, au cours de laquelle son chasseur Mystère est abattu par des tirs antiaériens égyptiens. Il devient alors le premier pilote israélien à utiliser un siège éjectable. Il est secouru par un avion léger IAF Piper.
Peled est commandant de base pendant la guerre des Six jours de 1967. Il devient commandant de l'armée de l'air israélienne en 1973 à l'âge de 45 ans. À ce titre, il dirige l'armée de l'air pendant la guerre du Kippour, surmontant avec succès les premiers revers. En juillet 1976, il planifie et exécute la composante aérienne de l'opération Entebbe, le sauvetage planifié d'otages détenus par des pirates de l'air terroristes à Entebbe, en Ouganda.
Après son départ de l'armée, Peled devient en 1978 président d'Elbit Systems, poste qu'il occupe jusqu'en 1985.
Peled est joué par John Saxon dans le film Raid on Entebbe (1977).